# 克罗 (加尔省)
克罗（法語：Cros）是法国加尔省的一个市镇，属于勒维冈区（Le Vigan）圣伊波利特迪福尔县（Saint-Hippolyte-du-Fort）。该市镇总面积16.94平方公里，2009年时的人口为254人。

## 人口
克罗人口变化图示